# Totò Bonanno
Totò Bonanno (Lercara Friddi, 21 settembre 1928 – Palermo, 4 ottobre 2002) è stato un pittore italiano.

## Biografia
Totò (Salvatore) Bonanno nasce a Lercara Friddi (Palermo) il 21 settembre 1928 da Angelina Caci e Luigi Bonanno. Due anni dopo nasce la sorella Giovanna. All’età di quattro anni perde il padre. La madre rimasta vedova giovanissima è costretta a lavorare per mantenere i figli. All’età di otto anni, mentre frequenta le scuole elementari, lavora per aiutare la famiglia, nei pomeriggi, presso un venditore di carbone, come garzone. A dodici anni, durante la guerra, è aiutante di un maniscalco e impara a usare la mazza per battere il ferro. Già da bambino manifesta la tendenza al disegno: servendosi di pezzi di carbone o di gesso disegna sui marciapiedi o su strade asfaltate quanto gli suggerisce la fantasia.
Nel 1945 la madre si risposa con l’ingegner Virga, che intuisce le qualità artistiche del Bonanno e lo sprona a fare gli esami di ammissione al liceo artistico. L’anno dopo al primo anno di liceo conosce Giovanni Rosone, Silvestre Cuffaro, Eustachio Catalano i quali, intuendone le attitudini, lo seguono con particolare attenzione. Si lega di amicizia con i compagni di liceo che sono più scolarizzati di lui: Mario Pecoraino, Aldo Pecoraino, Disma Tumminello, Augusto Perret. Giovanni Rosone, scultore, sin dal primo anno di liceo lo stima come allievo e nel proprio studio gli fa apprendere le tecniche della scultura facendosi aiutare a modellare la creta.
Conosce Pippo Rizzo e Gino Morici, due maestri completamente diversi fra loro sotto il profilo artistico e culturale e da essi, oltre ad apprendere le tecniche della pittura, riceve lezioni di vita. Nel 1948 si ritira dal liceo artistico e fa gli esami di ammissione all’Accademia di Belle arti di Palermo. È di questo periodo l'affresco “L'apparizione della santa al cacciatore” custodito nel Santuario di Santa Rosalia a Palermo. Parte per il servizio militare e contemporaneamente si prepara per dare gli esami di maturità artistica da esterno. Dal 1949 frequenta il corso di Decorazione con Gino Morici e con lo stesso, essendo l’unico allievo di quell’anno, Bonanno lavora all’esterno dell’Accademia aiutandolo nella realizzazione di affreschi presso Enti Pubblici. Saranno per lui le migliori lezioni. Fa esperienza con il cinema, poiché Gino Morici cura le scenografie e i costumi per il film "I Vespri Siciliani" girato a Palermo. Giovanni Rosone e Bonanno divengono i suoi aiutanti e insieme vivono un’esperienza unica.

Nel 1952 completa gli studi all’Accademia e contemporaneamente lavora con Pippo Rizzo, Morici e Rosone. Quest’ultimo, l’anno successivo, propone alla presidenza dell’Accademia Bonanno quale assistente al corso di ornato disegnato. Il primo ottobre viene nominato e assunto in servizio presso il liceo artistico. Nel 1955 Morici fa assegnare a Bonanno il posto di assistente al corso di Decorazione presso l’Accademia. L’anno dopo viene trasferito come assistente di Pippo Rizzo al corso di Pittura. In questo periodo collabora come aiuto scenografo insieme a Pippo Spinoccia alla realizzazione delle scene per le opere "Cavalleria Rusticana", "La Pantea" e i "Vespri Siciliani", su bozzetti di Gino Morici, per il Teatro Massimo di Palermo. Nello stesso periodo Bonanno è scenografo per la "Compagnia del Piccolo Teatro di Palermo" diretta da Vincenzo Tieri, realizzando le scene per diverse commedie.
Nel 1957 si sposa con Zina Ansaloni (Palermo 1930 – 2014), anche lei artista, con cui darà vita a una simbiosi artistica e a uno scambio di idee che durerà fino all'inizio degli anni Sessanta. Nel 1959 espone alla galleria d’arte Flaccovio e conosce Giulio Carlo Argan che gli propone una borsa di studio a Parigi. Ma è l’anno in cui attende il primo figlio Alessandro, quindi e costretto a rinunciare, con rammarico di Argan. Nel 1960 supera gli esami per il passaggio da assistente incaricato ad assistente di ruolo: viene esaminato da Mino Maccari che si complimenta per la sua produzione artistica. Nel 1964 muore Pippo Rizzo, che lascia un vuoto immenso in Accademia e soprattutto in Bonanno.
L’anno successivo sarà assistente di Eustachio Catalano, che occuperà per due anni la cattedra lasciata vuota da Rizzo. Nel 1966 nasce Alberto, suo secondo figlio. Conosce Nello Ponente e Alberto Ziveri, rispettivamente nominati docenti di Storia dell’arte e di Pittura, nonché direttore, dell’Accademia. Con essi Bonanno instaura rapporti di amicizia. Nello Ponente lo fa invitare a una mostra a Passignano, Ziveri si dichiara soddisfatto di averlo come assistente tanta da affidargli gli allievi con tranquillità nei periodi in cui è costretto ad allontanarsi da Palermo. Nel 1970 nasce Fiorella, sua terzogenita. Quello stesso anno si separa dalla moglie. Nel 1971 muore Gino Morici e Bonanno avverte il vuoto intorno a sé per la perdita di due maestri che lo hanno guidato con affetto.
Dal 1972 al 1976 illustra 5 romanzi a puntate per il Giornale di Sicilia, realizzando circa 1500 disegni. Nel frattempo ha modo di consolidarsi la relazione con Marisa Garofalo, sua vera e propria “musa”, con la quale resterà legato tutta la vita. Nel 1977 viene nominato docente di ruolo alla Cattedra di Decorazione presso l'Accademia di Belle Arti di Palermo, della quale sarà eletto direttore nel 1982. In questo periodo allaccia i rapporti con Leonardo Sciascia che frequenta la galleria Arte al Borgo, dove conosce anche Vincenzo Consolo e Gesualdo Bufalino.

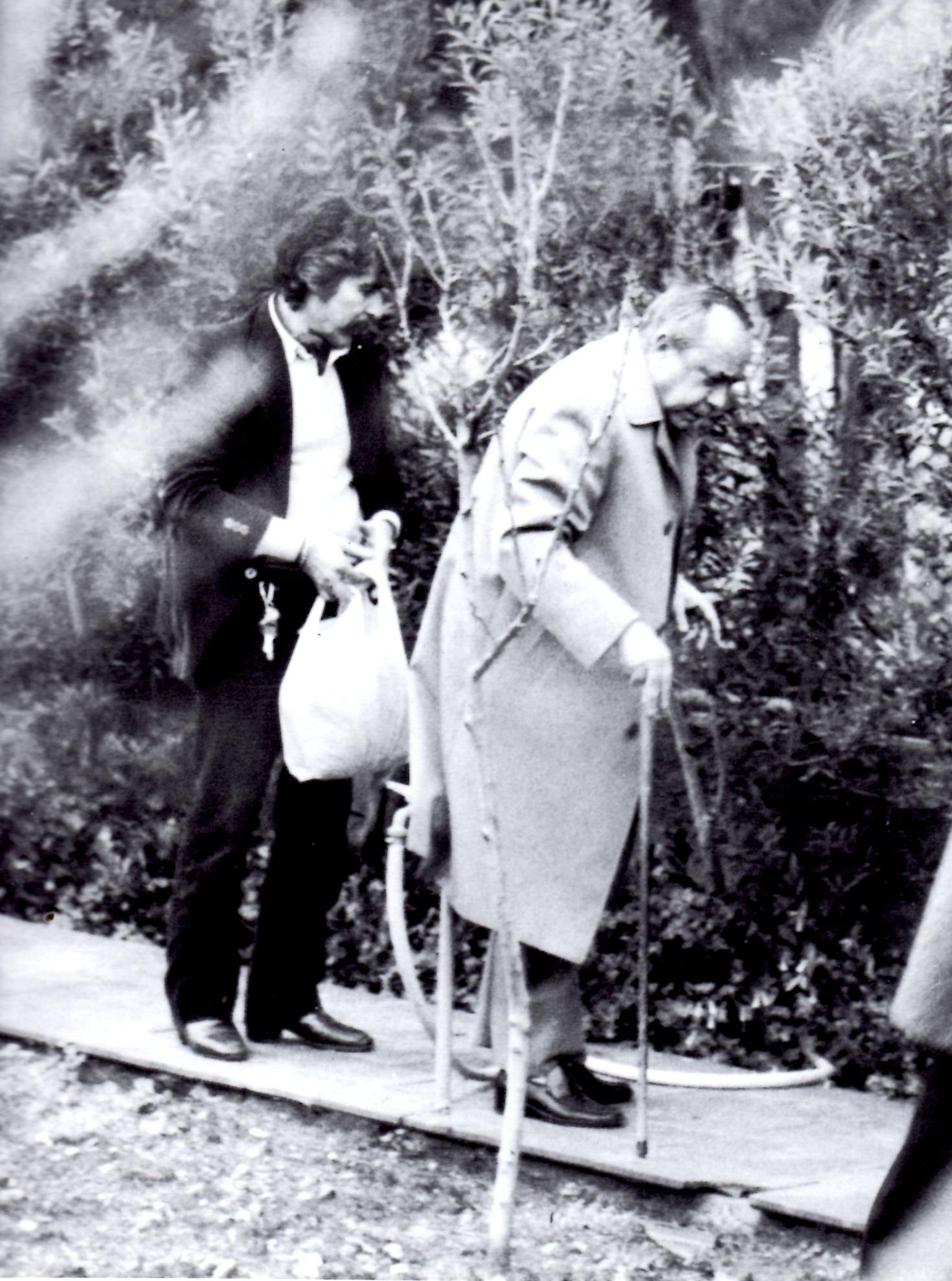
Totò Bonanno e Leonardo Sciascia a caccia di asparagi nel giardino di Maurilio Catalano

Nel 1980 tiene una mostra antologica all'Accademia di Belle Arti di Palermo. Nell'81 restaura gli affreschi di sei soffitti del Palazzo Pollina di Roccapalumba. La marchesa Carrega gli affida i restauri di dieci affreschi di Palazzo Butera a Palermo, opera di Gioacchino Martorana. Dal 1983 al 1989 Bonanno ha una intensa attività rivolta alla realizzazione di opere d'arte sacra per le chiese di Alia, Palermo, Altavilla Milicia ("la Pentecoste", affresco con 28 personaggi intorno al cenacolo su 160 m²). Esegue il ritratto del cardinale Pappalardo che sarà poi collocato in Santa Maria Odigitria a Roma, chiesa della "Nazione Siciliana", e quello del vescovo di Patti Ignazio Zambito.
Nel 1993 conclude dopo 40 anni di servizio la sua carriera accademica da Direttore dell'Accademia. Dal 1994 si dedica esclusivamente alla pittura con entusiasmo giovanile. Nel 1998-99 realizza tre importanti mostre personali negli Stati Uniti D'America: a New York all'Università Zerilli Marimò e alla Camera di Commercio Italo-Americana e a Atlanta in Georgia. Dal 1994 al 2002 espone in Germania, Belgio, Austria, al Museo archeologico di Efeso in Turchia e nelle più importanti fiere in Italia e all'estero. Nel 2000 a Santo Stefano di Camastra realizza in ceramica il muro di Federico, un muro di 110 metri lineari con la Storia dei Normanni in Sicilia. Muore a Palermo il 4 ottobre 2002.
Nell'anno 2003 è stata realizzata dalla Provincia di Trapani presso il palazzo del Banco di Sicilia di Mazara del Vallo, la personale dal titolo: "Il canto del mare". Nello stesso anno è stato istituito un Premio intitolato a Totò Bonanno riservato a giovani artisti e allievi delle Accademie di Belle Arti. Nel 2005 la Città di Palermo gli ha dedicato una antologica a palazzo Ziino, dal titolo: Opere 1952-2002. Nel 2006 la Città di Monreale gli ha dedicato la mostra: "Disegni 1954-1996" presso il Complesso Monumentale Guglielmo II. Nel 2007 a Palermo, nella sede di Palazzo Ziino, è stata realizzata la mostra personale dal titolo: " Totò Bonanno - Incisioni 1951-2001 ". Nel 2008 il comune di Racalmuto, con 150 opere inedite, nella sede del Castello Chiaramontano, in collaborazione con la fondazione Sciascia e la Provincia di Agrigento, ha realizzato una mostra antologica dal titolo: Opere 1949-2002. Nel 2009 presso la Galleria Artem di Palermo è stata realizzata la mostra di olii e disegni dal titolo: "… Da qualche parte a mettere le porte al vento...".

## Opere e critica
"Scopritore d'ingegni a colpo sicuro, Pippo Rizzo aveva già intuito il talento di Totò Bonanno prima ancora che egli entrasse in Accademia; e qui lo spronava alla tenacia nel lavoro, gl'insegnava a saper vedere, mentre Gino Morici gli rivelava i segreti di mestiere, del grafico e del compositore, fornendogli insieme gli stimoli della sua scintillante cultura. Ma a nessuno dei due maestri Bonanno è debitore del suo naturale temperamento pittorico che si è andato sviluppando su un fondo tipicamente meridionale per la succosità degli impasti, per la misura dei rapporti tonali, per l'audacia dei valori timbrici. Su questo fondo, nel tempo che da allora è intercorso, l'artista ha depositato le più varie esperienze a partire dal postimpressionismo, senza apparente sforzo, tanto che ogni fase raggiunta dalla sua pittura - anche quella astratta negli anni '60 – non è mai preceduta da faticose ricerche: l'affannoso sperimentalismo odierno trova scarso riscontro in un percorso segnato – come può vedersi nell'antologica all'Accademia – dalle graduali conquiste dell'artista il quale, anche quando accoglie dall'esterno nuove suggestioni, le ingloba nella sua personale soluzione dei problemi di colore e di struttura. A Bonanno semmai chi ha seguito le tappe della sua arte può rimproverare la preminenza dell'impegno in tali problemi rispetto a quelli che investono i contenuti morali e sociali del nostro tempo. Ma il recentissimo gruppo di opere adesso esposte, svolte intorno ad un motivo unico, oltre ad offrire in felice sintesi la somma delle sue esperienze pittoriche, si configura come un'indagine sulla città, approfondita nell'interno delle sue contraddizioni storiche, svelata nei vecchi quartieri decaduti, dietro la cortina dei pretenziosi palazzi.
Non si vedono gli abitanti ma si sente la presenza degli uomini che qui hanno vissuto le miserie e le sciagure di generazioni, che hanno sovrapposto in un'architettura spontanea stanza su stanza, o suddiviso in piani e scomparti le dimore nobiliari abbandonate, che hanno imbiancato di calce o dipinto di indaco le mura squinternate. E l'artista ricostruisce come in una composizione cubista i volumi ed il peso di quegli ambienti, riscopre nell'allinearsi dei piani e dei balconi, nella scansione geometrica degli spazi, l'equilibrio instabile che ne ritarda il crollo, riprende amorosamente l'arabesco delle tegole, ritrova nella luce atmosferica i rapporti che fanno splendere gli azzurri accanto ai bianchi, dilatare le tinte calde sulle fredde; oppure accende nella fiammata di un tramonto immaginario le gamme dei rossi in una sinfonia di tonalità dalle basse alle acute.

Tutto dunque si è risolto in pittura con una essenzialità che non lascia neanche una virgola al descrittivismo; è risolto in pittura, senza ombra di aggiunte didascaliche o di declamazioni populistiche, anche lo stato d'animo dell'artista che distendendo su queste case il generoso manto del suo colore medita sulla rovina di un passato che non riesce a crescere nella storia del presente". (Franco Grasso - "La città nascosta" - In Totò Bonanno, ed. Arte al Borgo, Palermo 1985)

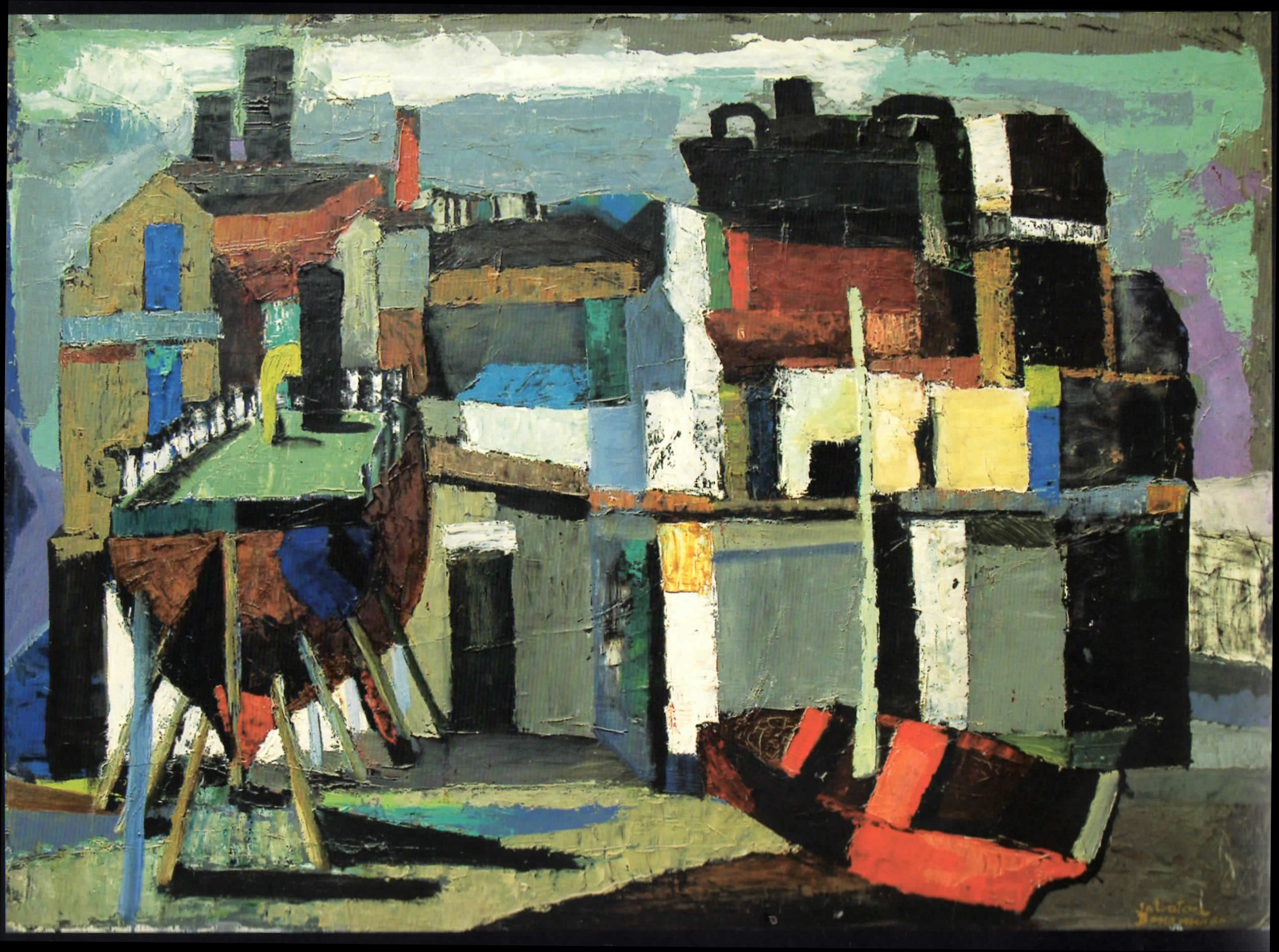
Cantiere, 1961

"Una pittura senza retorica è l'insegna che Salvatore Bonanno potrebbe appendere alla porta del suo studio. Non è un gioco da nulla prendere un paio di metri quadri (o giù di lì) di spazio e dipingervi sopra varianti di rosso, di azzurro e di verde che hanno il comune pretesto idi una figura. Che ci sia del mestiere è ovvio (sarebbe il meno), che la materia sia trattata con ariosa e non grumosa conoscenza del colore non è altrettanto ovvio. Si limitasse il Bonanno a tecnicismo di timbri farebbe appena opera di tradizionale artigianato; il buono e il meglio nascono e si articolano da quel punto che apre le finestre del suo mondo. Bonanno resta un grafico tra i più sicuri e riconoscibili e che ogni sua tela, in ogni dose di colore ingloba e riflette la sostanza precisa di un disegno che scatta da un naturale talento". (Giuseppe Servello - ib.)
(...) L'esecuzione, che a volte, può sembrare frettolosa e trascurata, è ottenuta con rapide pennellate, quasi a volere fissare solo il valore cromatico, luminoso corposo, per isolarlo, eliminare ogni possibile descrittività. La riduzione del quadro a note di colore, non è essa stessa preconcetta, ma nasce dall'intima coerenza del suo fare pittura che è “istintivo” come egli stesso dice: intuitiva immediata traduzione del suo vivere, mondo “colore” che si costruisce come disegno e materia pittorica per un discorso in prosa ricco di note, di poesia. (...) Pittura di slancio, d'impulso, di soda e pastosa concentrazione coloristica di cui la cromia non è un accidente ma essenziale contenuto primale della rappresentazione. Pittore “di getto” conquista tutta la realtà, dai paesaggi urbani, le marine i cantieri le figure gli oggetti, ed ora, anche il sacro con la forza della sua tavolozza. La facilità del pennello, dell'improvviso impulso creativo, non cade nell'arbitrio, nel provvisorio. Sa piegare e sottomettere il suo travolgente “furor” all'unità dello schema compositivo e al controllo e dominio delle superfici di ampia estensione (...). (Rita Sciacca Piccinato - ib.)

(...) Contemplazione del disfacimento urbano è l'opera dell'artista. Di un tempo di necrosi visto con gli occhi della mente su un'assolata lastra radiografica. Sudario con impresso o scheletro murario e i cubi bianchi, maculati di grumi, che si addossano ad altri cubi bianchi. Nella spettralità l'apparizione suggestiona l'intelletto. Ne acuisce i sensi interpretativi con i liquami sulle pareti, i filamenti di putride garze, il cielo immoto. Lo rende disponibile a penetrare oltre il lenzuolo abbacinato l'altra realtà dai più non percepita. (…) Le tele che da due anni Bonanno dipinge divengono sempre di più, dentro la geometria cubica di grigi e bianchi, epifania dell'io. Con la decomposizione della materia insorge l'istanza ossessiva, catartica, di un inconscio che cerca la luce. E il paesaggio di Palermo assume valenza di metafora: agonia della città e visione dell'alba (...). (Giovanni Bonanno - "Totò Bonanno", ed. L'Epos, Palermo 1994)

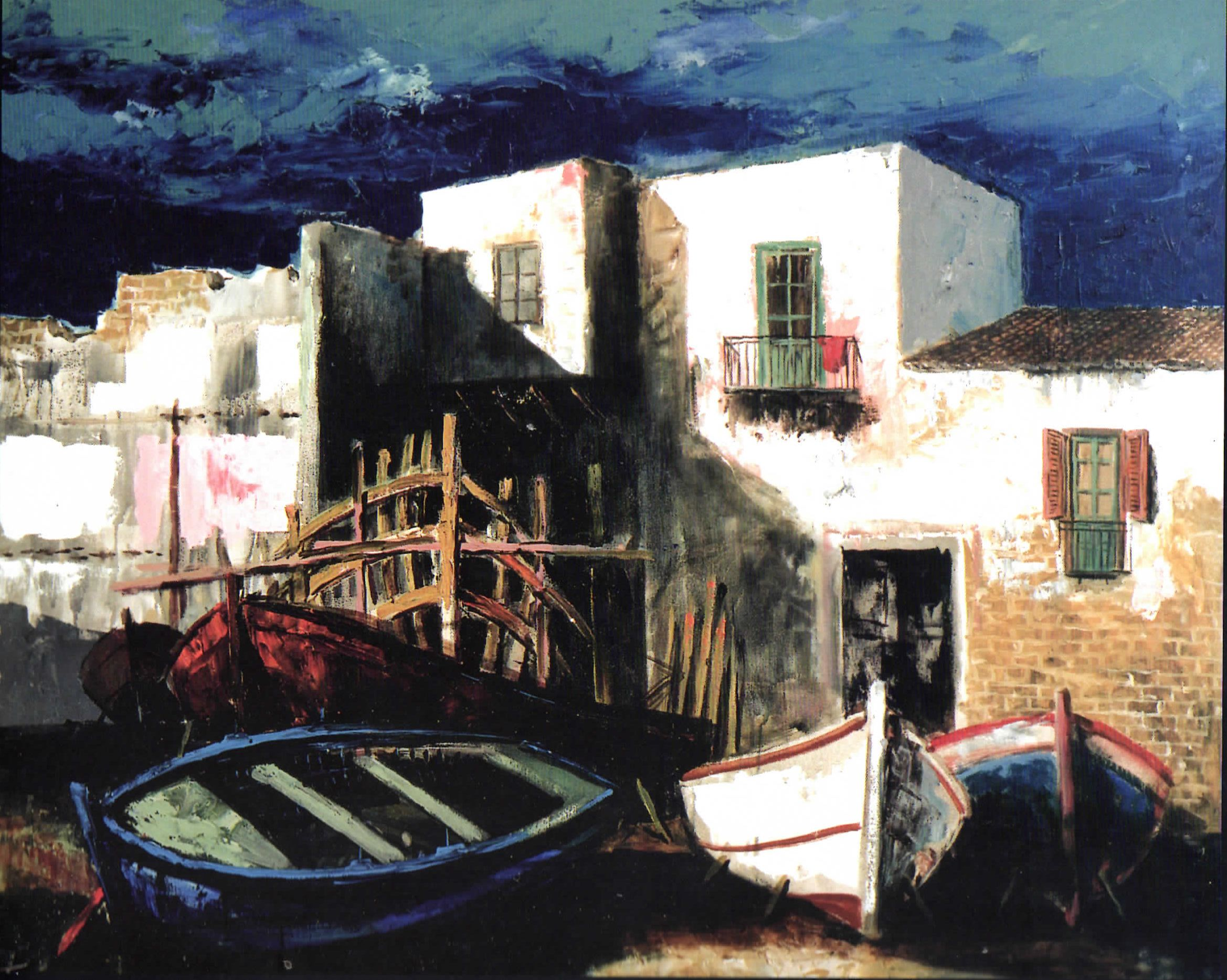
Barche in cantiere, 1994

(...) Questo diverso modo di collocarsi di fronte all'opera per riviverla come scenografia dell'anima o come evento da esplorare entrando nelle paste cromatiche, nei ritmi di luce e ombra come luoghi dei sensi e delle inquietudini psichiche, così com'è verificabile nella rappresentazione dei frammenti urbani e nella differente modulazione del corpo del colore, dei suoi spessori, delle sue vibrazioni e fermentazioni interne, così è nei ritratti, nelle nature morte, ora di semplice risonanza che dilata nello spazio il respiro della luce, ora di più corposa e scandita consistenza che raccoglie, trattiene, assorbe le vibrazioni della materia nel gioco dei riflessi. E così si comporta Bonanno anche negli studi e nelle realizzazioni di arte sacra, intensamente vissute proprio in una attenta ricerca armonica di colore, gesto e spazio di accadimento e di comunicazione, inserendo nell'esperienza pittorica il magistero della scenografia appresa alla scuola di Pippo Rizzo, sperimentata a fianco di Pippo Spinoccia (...). (Giorgio Segato - "Totò Bonanno, opere 1952 - 2002", ed. Comune di Palermo)
(...) Della cultura artistica del Novecento carica di ambiguità e di contraddizioni, Totò Bonanno è sensibile interprete. Allievo di Rosone, si forma accanto a Pippo Rizzo e Gino Morici ma assorbe gli umori e le tendenze che in quegli anni si diffondevano nel clima culturale europeo accostandosi, di volta in volta e liberamente reinterpretandole, alle esperienze di Braque e di Picasso, di Chardin e di Morandi. La sua attività di produzione, di esposizione e di ricerca è vasta e incessante sino alla fine in un'ansia di ricerca e di sperimentazione mai del tutto acquietata che lo porta ad accostarsi alle suggestioni della pittura di Sironi nella definizione del rapporto tra immagine e spazio ed ai rapporti coloristici di Birolli, per giungere, in alcuni casi, ad annullare e dissolvere l'immagine nello sfaldamento del colore. Ma sempre tenendo fede ad una pittura che nella realtà trova il suo fondamento e nell'espressione sensorea la sua più autentica ispirazione (...). (Antonella Purpura - ib.)
“(...) ll mio primo fine non è che si osservi il palazzo o il centro storico, bensì quello che c'è nel centro storico, quello che il palazzo contiene... "la vita che fu”, quello che non coglie l'occhio perché non è più, ma che la mente riesce a comprendere, perché la mente ricorda... non sono più anonimi palazzacci di quartieri vecchi che ho visto in quel tal giorno, quando li riporto sulla tela li libero da ogni contesto... I miei colori sono il mio intervento sull'oggetto, ai colori si devono quelle porte e quelle finestre che escono dalla costruzione per mostrare quello che è dentro, quelle finestre sono gli occhi d'una presenza altrimenti inavvertita. Nel dargli colore io affogo quest'oggetto nel mio sentire e gli attribuisco gli stessi colori del mio spirito, faccio di qualche cosa che è fuor di me, parte di me stesso. Compio una sintesi, dunque, fra un palazzo che con me non ha nulla a che fare, per la sua particolarità ed il mio ricordo che coglie in ogni particolare dell'oggetto estraneo, qualcosa che sente gli appartenga (...)”. (Dall'intervista sul centro storico fatta a Totò Bonanno dal giornalista Francesco Revel nel settembre 1994 per la rivista “Quadri e Sculture”)

## Premi e riconoscimenti
1952: 1º Premio per il bianco e nero – II Mostra d’Arte Sicilia Occidentale – Casteltermini
1956: 2º Premio per la pittura – Premio Città di Avola
1956: 2º Premio per la pittura – Premio A.De Gasperi – Palermo
1958: Premio Acquisto – Mostra d’Arte – Cortile Cascino – Palermo
1959: 3º Premio per la pittura – Mostra d’Arte – Modica
1959: Medaglia d’oro alla III Mostra d’Arte Sacra – Monreale
1960: Premio acquisto alla III Mostra Regionale - Circ. Art. Palermo
1960: Premio acquisto – Premio Città di Palermo
1960: 1º Premio per la pittura – Mostra del Paesaggio – Castello di Trabia
1961: 1º Premio per la pittura – Mostra d’Arte Sacra – Monreale
1961: Premio acquisto – Premio città di Marsala
1961: Medaglia d’oro – Estemporanea di Monterenzio – BO
1962: Premio acquisto – Premio Sicilia Industria – Palermo
1964: Premio acquisto – Estemporanea XIX Fiera del Mediterraneo – Palermo
1965: 2º Premio per la pittura – Le ville Settecentesche – Bagheria
1966: 4º Premio per la pittura – Città di Rodì Milici
1966: 3º Premio per la pittura – Città di Mussomeli
1967: 3º Premio per la pittura – Città di Sciacca
1967: 2º Premio per la pittura – Città di Campofiorito
1970: 2º Premio per la pittura – Città di Termini Imerese
1971: 1º Premio per la pittura – Città di Campofranco
1971: 2º Premio per la pittura – Città di Mazara del Vallo
1971: Premio acquisto – Città di Termini Imerese
1972: 1º Premio per la pittura – Città di Valguarnera
1973: 3º Premio per la pittura – Città di Bagheria
1975: Targa Premio della critica – Salerniana Erica
1982: 1º Premio per la pittura – Il sacro nell’arte – Monreale
1982: 1º Premio ex aequo – Pittura murale – Trappeto
1983: 1º Premio ex aequo – Città di Carini
1983: 1º Premio ex aequo – Per un quadro a S.Eugenio Papa – Palermo
1983: 1º Premio ex aequo – Per un episodio della Via Crucis – Grotte
1983: 2º Premio per la pittura - Città di Caltanissetta
1983: 2º Premio per la pittura – 2° Rassegna Grappolo d’oro – Casteldaccia
1984: 1º Premio ex aequo – Il Sacro nell’arte – Monreale
1985: Premio acquisto – Borgetto
1986: Premio acquisto – Marrobbio – Mazara del Vallo
1986: 1º Premio ex aequo – La Fede nell’Arte – Monreale
1986: Premio acquisto – Premio Borgo Nuovo – Palermo
1986: 1º Premio IV Rassegna d’Arte contemporanea Premio Fimis – Palermo
1987: 1º Premio ex aequo VI Rassegna della mistica nell’arte – Monreale
1987: Premio acquisto – Premio d’Arte contemporanea Campobello di Mazara
1988: 1º Premio ex aequo VII Rassegna della mistica nell’arte – Monreale
1989: 1º Premio ex aequo VIII Rassegna d’Arte “La Fede nell’Arte” – Monreale
1990: 1º Premio ex aequo IX Rassegna d’Arte “La Fede nell’Arte” – Monreale
1991: 1º Premio ex aequo – Pittura murale - Balestrate
1992: Targa d’Argento per l’attività artistica – Tremestieri Etneo
1993: 1º Premio ex aequo – Premio Città di Polizzi Generosa
1996 Palermo - Premio Finis una vita per l’arte
2000 Riccione – Premio città di Riccione – la modella per l’arte 2000
2000 Selinunte – Premio Efebo
2000 Agrigento – Premio I Dioscuri – Lega Navale Italiana
2001 Firenze - Premio Calice d’oro